# حامة السخونات
حامة السخونات هي منبع طبيعي للمياه الدافئة، تقع بجماعة ايت المان إقليم بولمان، جهة فاس مكناس على سفح وادي ايت ماما بالأطلس المتوسط الشرقي، مهيئة لاستقبال السياح، تبلغ تسعيرة الإستفادة من الحامة ثلاثة دراهم مغربية للفرد. تخصص فترات من اليوم للإناث، وفترات للذكور.

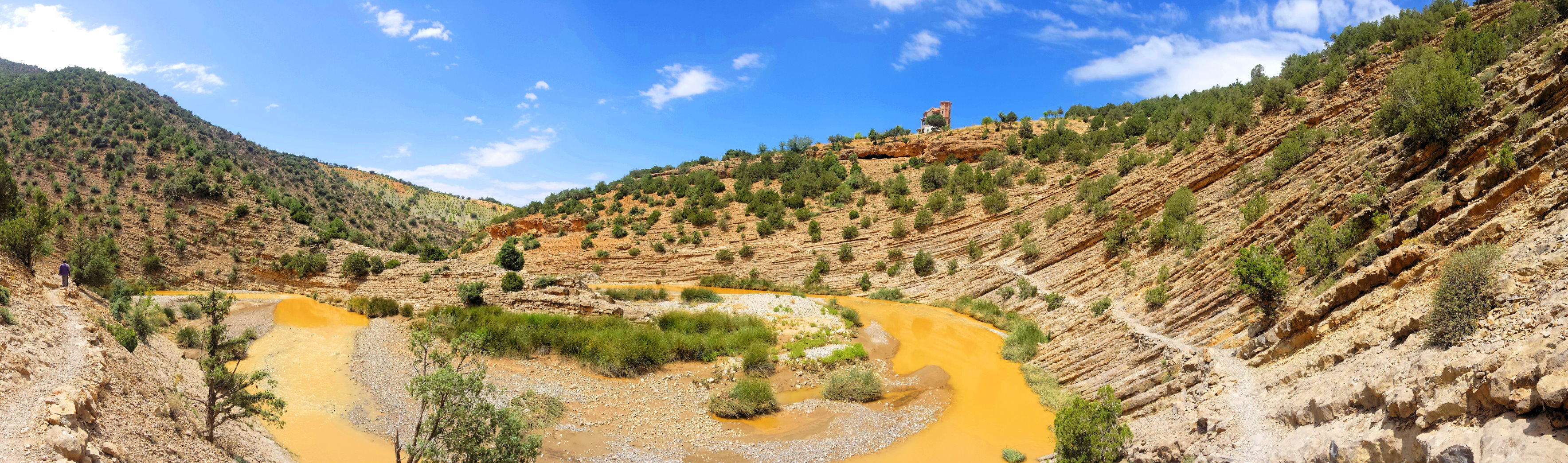
منطقة ايسوكا حيث تتواجد حامة السخوانت